# Projeto de MM Roberto para o Plano Piloto de Brasília
O Projeto de MM Roberto para o Plano Piloto de Brasília foi um dos projetos submetidos ao Concurso Nacional do Plano Piloto da Nova Capital do Brasil, tendo sido feito pelos irmãos Marcelo e Maurício, do escritório MM Roberto. Foi registrado como o projeto de número 8.
O projeto dos irmãos terminou o concurso, que seria vencido pelo projeto 22 de Lúcio Costa, no terceiro lugar entre 26 propostas submetidas, empatado com a proposta de Rino Levi, Roberto Cerqueira Cesar, Luis Roberto Carvalho Franco e Paulo Fragoso. Ele ainda é estudado por entusiastas das propostas alternativas que existiram para Brasília, devido a sua ênfase social, formato polinuclear do desenho urbano e pouca monumentalidade, o que contrastou com a proposta vencedora.

## Antecedentes
A transferência da capital federal do Rio de Janeiro para uma nova cidade no Planalto Central havia se tornado a meta-síntese do governo do presidente Juscelino Kubitschek. Tendo vencido as resistências políticas e as burocracias, o presidente pediu a Oscar Niemeyer, seu arquiteto de confiança, que projetasse a nova capital. Entretando, Niemeyer não quis fazer o projeto urbanístico, ficando apenas com os edifícios. Para projetar a cidade, ele sugere a criação de um concurso nacional com a participação do Instituto de Arquitetos do Brasil, o que é aceito por Juscelino.
Assim, em 1956 é anunciado o Concurso Nacional do Plano Piloto da Nova Capital do Brasil, com o edital da Companhia Urbanizadora da Nova Capital (Novacap) estabelecendo as regras que incluíam, por exemplo, que a cidade fosse projetada para 500 mil habitantes e a localização da área de cinco mil quilômetros quadrados. 62 concorrentes participaram do concurso, com 26 propostas apresentadas, entre elas as dos dois irmãos Roberto - o terceiro, Milton, tinha falecido em 1953.

## Proposta
Os irmãos Roberto e sua equipe interdisciplinar de cerca de 40 pessoas projetaram uma cidade bastante detalhada, fato que foi notado pelo júri. Ela previa sete grandes áreas urbanas circulares, que poderiam com o tempo e o aumento populacional virar até catorze - cada área previa até 72 mil habitantes, o que satisfazia a meta de 500 mil pessoas do edital do concurso. Essa ideia ia contra a ideia de aglomeração e de monumentalidade da maioria das outras propostas, contrastando com a proposta que se sagrou vencedora.
O centro desses círculos, chamado pela equipe de core, era o núcleo de comércio, serviços e onde estaria uma parte da administração federal. Esses cores tornariam as áreas circulares praticamente independentes uma da outra. Cada círculo tinha um zoneamento bem definido, com áreas para habitação e comércio e quantas pessoas poderiam estar em cada área. Esse tipo de planejamento rígido era típico da arquitetura moderna, e é visto em outras propostas também.

## Críticas

### Júri
O júri considerou o projeto para construção e financiamento da cidade do MM Roberto "prático e realista", e também a proposta mais completa no uso da terra. Porém, criticou as áreas separadas, por, justamente, a separação quebrar as relações de caráter metropolitano.
Willian Holford, um dos membros do júri do concurso, chamou a proposta de "o mais completo e minucioso projeto de urbanismo que lhe fora dado estudar em toda sua vida profissional e de professor"

### Outros
Em seu livro  Milton Braga considerou este "o projeto mais moderno de todos todos no sentido de ser uma cidade completamente definida". Alinhado as críticas que a arquitetura moderna recebeu na segunda metade do século XX, ele coloca que isso não era exatamente bom: "eles indicavam o número de pessoas que trabalharia em cada lugar, em cada bolsão de trabalho e por aí em diante; uma convicção de que a cidade poderia ser totalmente definida como se fosse um grande edifício".